# Colletes pollinarius
Colletes pollinarius är en biart som beskrevs av Noskiewicz 1936. Colletes pollinarius ingår i släktet sidenbin, och familjen korttungebin. Inga underarter finns listade i Catalogue of Life.